# Heart Attack (데미 로바토의 노래)
〈Heart Attack〉은 데미 로바토의 노래이다. 네 번째 정규 앨범 《Demi》의 리드 싱글이다. 빌보드 핫 100 10위와 영국 싱글 차트 3위를 한 곡이다. 미국 음반 산업 협회(RIAA) 인증 더블 플래티넘 등급을 받은 곡이다.